# Daniel Becker Feldman
Daniel Becker Feldman (Ciudad de México, 14 de mayo de 1963) es un empresario y economista mexicano, que se desempeña como presidente y director general del Grupo Financiero Mifel.

## Primeros años
Nació en la Ciudad de México, dentro del seno de una familia judía. Es nieto de Mike Feldman, fundador de Banca Mifel. Daniel Becker tiene una licenciatura en Administración de Empresas del Instituto Tecnológico Autónomo de México (ITAM) y una maestría en Administración de Empresas por el Instituto Panamericano de Alta Dirección de Empresas (IPADE). También ha completado estudios de posgrado en Finanzas Corporativas en el ITAM, tiene un título de Administración de Empresas de la Escuela de negocios Harvard y una maestría en Administración de Empresas por Instituto de Tecnología de Massachusetts.

## Carrera
Antes de su puesto actual en 2003, Daniel Becker se desempeñó como Director Ejecutivo de Valorum Sociedad Operadora de Sociedad de Inversión de 1999 a 2002, y director general de Republic National Bank of New York (en México) de 1994 a 1998.
También fungió como Vicepresidente del Comité Ejecutivo de la Asociación de Bancos de México (ABM).
En 2009 ocupó la posición número 29 de la lista de los 300 Líderes más influyentes en México.
En 2021, la Asociación de Bancos de México eligió por unanimidad a Daniel Becker como su nuevo presidente para el periodo del 2021-2023.